# Fernand Dengremont
Fernand Dengremont, né le 6 mars 1903 à Fontenay-sous-Bois (Seine), et mort le 30 décembre 1985 à Montereau-faut-Yonne (Seine-et-Marne), est un photographe français, spécialisé dans l'aéronautique.

## Biographie
Dans les années 1930-1940, Fernand Dengremont installe son studio au 152, avenue Jean-Jaurés à Paris.
Il participe aux premiers Salons du Bourget de l'après-guerre.
À partir de 1946, il se spécialise dans la photographe de l'industrie aéronautique française. Il photographie au sol et en vol un grand nombre de prototypes pour différents constructeurs.
Il est l'auteur de vues, prises à partir d'un Stampe piloté par Jacques Nœtinger, du Breguet Deux-Ponts lors de son premier vol, le 15 février 1949, piloté par Yves Brunaud.
Grâce à ses clichés largement diffusés par Airmondial Photovia, le monde découvre le 14 juillet 1949 le premier vol du Fouga CM.8.13 « Sylphe », à Aire-sur-l'Adour, appareil utilisant un turboréacteur de petite puissance Turbomeca Piméné, piloté par Léon Bourrieau, ainsi que les Fouga Magister, Morane-Saulnier MS.760 Paris, SNCASO SO.30 Bretagne, les avions Hurel-Dubois, le Nord 2501 Noratlas, le SNCASO SO-4050 Vautour et le Potez 75.
En avril 1951, il se rend à Marignane à la demande de Jacques Lecarme pour photographier le chasseur Mistral à bord d'un Martinet piloté par son ami Jacques Nœtinger et dont on avait supprimée la porte pour faciliter le travail du photographe. Il prend des vues en vol de l'un des premiers chasseurs à réaction, une amélioration du De Havilland Vampire
À Villacoublay, il photographie le vol du SUC-10 Courlis.
Excellent technicien, il est le concepteur du Studloflex à visée reflex à deux objectifs de format 13×18 dont il utilisa une version pour ses prises de vues aériennes d'avions et d'usines
En décembre 1951, à bord d'un SIPA S.901 de l'Aéro-club du Canton de Sceaux, il photographie Jacques Nœtinger essayant un Stampe de l'aéro-club au dessus du terrain de l'aéroport de Toussus-le-Noble.
Il fut vice-président de l'Aéro-club Sadi-Lecointe de Lognes.

## Œuvres dans les collections publiques
- Le Bourget, musée de l'Air et de l'Espace.

## Publications
- Derrière les photos, le photographe, les éditions Air Britain, 247/29.